# 2 tháng 5
Ngày 2 tháng 5 là ngày thứ 122 (123 trong năm nhuận) trong lịch Gregory. Còn 243 ngày trong năm.

## Sự kiện
- 264 – Tư Mã Chiêu buộc Ngụy Nguyên Đế phong mình làm Tấn vương, tăng đất phong từ 10 quận lên 20 quận, họ Tư Mã tiến gần hơn tới việc giành ngôi nhà Ngụy.
- 1559 – John Knox trở về Scotland sau một thời gian lưu vong nhằm lãnh đạo cải cách tôn giáo tại Scotland.
- 1813 – Chiến tranh Napoléon: Xảy ra giao tranh giữa quân Pháp-Warszawa và quân Nga-Phổ tại tây nam Leipzig.
- 1829 – Sau khi neo tàu gần đó, Thuyền trưởng Charles Fremantle tuyên bố thành lập Thuộc địa sông Swan thuộc Anh, tiền thân của Tây Úc.
- 1863 – Lễ Ridvan: Bahá'u'lláh rời khỏi ngôi vườn Ridvan ở Baghdad, và bắt đầu cuộc hành trình lưu vong đến Constantinople (nay là Istanbul).
- 1945 – Chiến tranh thế giới thứ hai, Berlin bắt đầu sụp đổ, Bộ chỉ huy quân Đức trong thành phố Berlin đầu hàng, hạ vũ khí, trận công phá Berlin kết thúc bằng chiến thắng của Hồng quân Liên Xô.
- 1997 – Đảng Lao động của Tony Blair chiếm đa số tại Nghị viện Anh, Tony Blair trở thành Thủ tướng, chấm dứt 18 năm cầm quyền của Đảng Bảo thủ. Ông cũng trở thành Thủ tướng trẻ nhất trong lịch sử 185 năm, khi vừa tròn 44 tuổi.
- 1964 – Chiến tranh Việt Nam: Tàu USS Card bị chiến binh Giải phóng đánh bom khi đang neo đậu tại Sài Gòn, và sau đó bị đắm.
- 2008 – Bão Nargis đổ bộ vào Myanmar làm hơn 130.000 người thiệt mạng, gây tổn thất 10 tỉ đô la Mỹ.
- 2011 – Osama bin Laden bị lực lượng biệt kích của Hoa Kỳ bắn chết trong nơi ẩn náu tại Abbottabad, Pakistan.
- 2014 – Hai trận lở đất tại tỉnh Badakhshan, Afghanistan khiến nhiều người thiệt mạng và mất tích.
- General Motors giành quyền kiểm soát Chevrolet Motor công ty của Delaware.

## Sinh
- 1729 – Nữ hoàng Ekaterina II của Nga (m. 1796)
- 1917 – Văn Tiến Dũng, Đại tướng Quân đội Nhân dân Việt Nam, Tư lệnh Chiến dịch Hồ Chí Minh 1975, Bộ trưởng Bộ Quốc phòng Việt Nam (m. 2002)
- 1975 – David Beckham, ngôi sao bóng đá Anh.
- 1983 – Sam Winchester, nhân vật hư cấu, một trong 2 nhân vật chính của xê-ri phim truyền hình dài tập Siêu nhiên (Supernatural)
- 1992 – Sunmi, ca sĩ, cựu thành viên nhóm nhạc Hàn Quốc Wonder Girls
- 1993 – Hoàng Tử Thao, cựu thành viên nhóm nhạc EXO, người Trung Quốc
- 1995 – Yook Sung-jae, thành viên nhóm nhạc Hàn Quốc BTOB
- 1996 – Julian Brandt, cầu thủ bóng đá người Đức, hiện thi đấu cho câu lạc bộ Borussia Dortmund
- 1997 – BamBam, ca sĩ người Thái Lan, nhóm Got7

## Mất
- 1908 – Trần Đông Phong, du học sinh người Việt ở Nhật, hổ thẹn tự vẫn vì nghĩ gia đình không giúp đỡ anh em học sinh trong Phong trào Đông Du (s. 1887)
- 1945 – Eugène Vaulot, quân nhân người Pháp của Đức Quốc xã (s. 1923)
- 1970 – Nguyễn Viết Thanh, Thiếu tướng Bộ binh Quân lực Việt Nam Cộng hòa (s. 1931)
- 1982 – Nguyên Hồng, nhà văn Việt Nam (s. 1918)
- 2011 – Osama bin Laden, trùm khủng bố thế giới, người sáng lập ra tổ chức vũ trang Al-Qaeda. (s. 1957)
- 2017 – Hoàng Xuân Lãm, Trung tướng Quân lực Việt Nam Cộng hòa (s. 1928)
- 2019 – Trần Văn Chơn, Thiếu tướng, Đề đốc Hải Quân Quân lực Việt Nam Cộng hòa (s. 1920)

## Những ngày lễ và kỷ niệm
- Bahá'í giáo: Ngày cuối trong tổ chức Lễ Ridván.
- Hồi giáo: Ngày sinh của nhà tiên tri Muhammad.